# Erilophodes pallida
Erilophodes pallida là một loài bướm đêm trong họ Geometridae.